# Friedrich Kasimir Medikus
Friedrich Kasimir Medikus (Grumbach, 6 de enero de 1736 - Mannheim, 15 de julio de 1808) fue un prolífico botánico, médico y naturalista alemán.
Fue consejero de regencia en Baviera, director de la Universidad de Heidelberg, y dirigió el jardín botánico de Schwetzingen, y desde 1766 hasta su muerte el de Mannheim.
Fue un observador extremadamente minucioso, corrigió numerosos errores presentes en la clasificación científica de Carlos Linneo y revisó partes significativas del Genera plantarum.

## Algunas de sus obras
- Una de sus obras más célebres es Beiträge zur schönen Gartenkunst (Mannheim: Hof und akademische Buchhandlung, 1783), en que desarrolla una teoría científica de la jardinería
- Über Nordamerikanische Baume und Straucher, als Gegenstande der deutschen Fortwissenschaft und der schönen Gartenkunst (1792), donde ofrece una tipología detallada de numerosas especies americanas apenas estudiadas hasta el momento y da consejos para su cuidado
- Beiträge zur Kultur exotischer Gewäschse (1806), sobre el mismo tema
- Geschichte periodischer Krankheiten (Karlsruhe, 1764) * Sammlung von Beobachtungen aus der Arzengwissenschaft (Zúrich, dos volúmenes, 1764-1766, reeditado en 1776)
- Briefe an den Hern I.G. Zimmermann, über cinige Erfahrungen aus der Arznegwissenschaft (Mannheim, 1766)
- Sur les rechûtes et sur la contagion de la petite vérole, deux lettres de M. Medicus,... à M. Petit (Mannheim, 1767)
- Von dem Bau auf Steinkohlen (Mannheim, 1768) en línea
- Beiträge zur schönen Gartenkunst (Mannheim, 1782) en línea
- Botanische Beobachtungen (Mannheim, 1780-1784) en línea
- Über einige künstliche Geschlechter aus der Malven- Familie, denn der Klasse der Monadelphien (Mannheim, 1787) en línea
- Historia et Commentationes Academiae Electoralis Scientiarum et Elegantiorum Literarum Theodoro-Palatinae (1790)
- Pflanzen-Gattungen nach dem Inbegriffe sämtlicher Fruktifications-Theile gebildet... mit kritischen Bemerkungen (Mannheim, 1792) en línea
- Über nordamerikanische Bäume und Sträucher, als Gegenstände der deutschen Forstwirthschaft und der schönen Gartenkunst (Mannheim, 1792)
- Critische Bemerkungen über Gegenständen aus dem Pflanzenreiche (Mannheim, 1793) en línea
- Geschichte der Botanik unserer Zeiten (Mannheim, 1793) en línea0
- Unächter Acacien-Baum, zur Ermunterung des allgemeinen Anbaues dieser in ihrer Art einzigen Holzart (Leipzig, cuatro volúmenes, 1794-1798) en línea
- Über die wahren Grundsäzze der Futterbaues (Leipzig, 1796).
- Beyträge zur Pflanzen-Anatomie, Pflanzen-Physiologie und einer neuen Charakteristik der Bäume und Sträucher (Leipzig, dos volúmenes, 1799-1800)
- Entstehung der Schwämme, vegetabilische Crystallisation (Leyde, 1803)
- Fortpflanzung der Pflanzen durch Examen (Leyde, 1803) en línea
- Beiträge zur Kultur exotischer Gewächse (Leipzig, 1806)

## Epónimos
Género
- Medicusia Moench 1794[1]